# El retiro (película)
El retiro es una película de comedia dramática argentina de 2019 dirigida por Ricardo Díaz Lacoponi. La cinta está protagonizada por Luis Brandoni y Nancy Dupláa.

## Reparto
- Luis Brandoni como Rodolfo
- Nancy Dupláa como Laura
- Gabriel Goity como Ignacio
- Soledad Silveyra como Aída
- Marcos Da Cruz como Diego
- Eugenia Ruiz como Yanina

## Sinopsis
Rodolfo es un médico que se acaba de jubilar. Desde que enviudó hace varios años, vive solo en su casa. Sorpresivamente, su empleada doméstica se ausenta y queda a cargo del hijo de ella. Su hija Laura con la que no tiene la mejor relación se queda con él unos días. La convivencia traerá viejas discusiones a la mesa, heridas que no sanaron y la oportunidad de que se conecten nuevamente.